# Shepperton
Shepperton è una cittadina di 10 796 abitanti della contea del Surrey, nel Regno Unito, sulla riva sinistra del Tamigi. Prima del 1965, la cittadina faceva parte del Middlesex.
Gli eponimi Shepperton Studios si trovano a Shepperton. Molti film sono stati girati nei suoi stabilimenti, come Il terzo uomo di Carol Reed e La regina d'Africa di John Huston. Shepperton è stata anche la residenza dello scrittore J. G. Ballard e ha fatto da sfondo al suo romanzo L'allegra compagnia del sogno oltre che, parzialmente, a Crash. È inoltre menzionata nel romanzo La Guerra dei Mondi di H. G. Wells, in cui viene descritta la sua distruzione.
La stazione di Shepperton è situata al fine di una ferrovia di diramazione di South West Trains, fornendo un servizio di treno verso Londra Waterloo.